# Крутий Лог (Кезький район)
Крутий Лог (рос. Крутой Лог) — присілок в Кезькому районі Удмуртії, Росія.
Населення — 21 особа (2010; 32 в 2002).
Національний склад станом на 2002 рік:
- росіяни — 91 %